# Rachel Stevens
Rachel Lauren Stevens, född Rachel Lauren Steinetski 9 april 1978 i London, England, är en brittisk sångare. Hon var från 1999 till 2003 medlem av gruppen S Club 7; därefter har hon satsat på en solokarriär.

## Biografi
1998 följde Stevens med sin bror som skulle gå på audition för en ny popgrupp. Medan hon väntade, fångade hon domarnas uppmärksamhet och utvaldes tillsammans med 6 andra ungdomar till medlem av S Club 7. Efter gruppens splittring 2003 lanserades Stevens som soloartist och fick en stor hit med låten Sweet Dreams My LA Ex. 2008 blev Stevens tvåa i den brittiska versionen av Let's Dance.

## Diskografi

### Studioalbum
- Funky Dory (29 september 2003)
- Come and Get It (17 oktober 2005)

### Singlar
- "Sweet Dreams My LA Ex" (15 september 2003) (UK #2)
- "Funky Dory" (8 december 2003) (UK #26)
- "Some Girls" (12 juli 2004) (UK #2)
- "More More More" (4 oktober 2004) (UK #3)
- "Negotiate With Love" (28 mars 2005) (UK #10)
- "So Good" (4 juli 2005) (UK #10)
- "I Said Never Again (But Here We Are)" (3 oktober 2005) (UK #12)